# Gamma Microscopii
Gamma Microscopii (γ Mic) – najjaśniejsza gwiazda w gwiazdozbiorze Mikroskopu. Jest odległa od Słońca o około 229 lat świetlnych.

## Właściwości obserwacyjne
Współcześnie jest to widoczna gołym okiem, ale nieszczególnie jasna gwiazda (obserwowana wielkość gwiazdowa 4,65m). W swoim ruchu wokół centrum Galaktyki Gamma Microscopii obecnie oddala się od Słońca, ale w przeszłości znajdowała się znacznie bliżej. 3,8 miliona lat temu (pliocen) przeszła ona w odległości 6 lat świetlnych od Słońca; była wówczas najjaśniejszą gwiazdą nocnego ziemskiego nieba, znacznie jaśniejszą niż Syriusz obecnie. Obserwowana z Ziemi świeciła z jasnością −3m, podobną do Wenus.
Gamma Microscopii była zaliczana do gwiazdozbioru Ryby Południowej i nosiła oznaczenie Flamsteeda 1 Piscis Austrini.

## Charakterystyka fizyczna
Jest to żółty olbrzym należący do typu widmowego G. Jego temperatura to około 5100 K, nieco niższa niż temperatura fotosfery Słońca. Gwiazda jest 64 razy jaśniejsza od Słońca, ma 10 razy większy promień i dwuipółkrotnie większą masę. Rozpoczęła życie około 620 milionów lat temu jako przedstawicielka typu widmowego B9 i opuściwszy ciąg główny stała się olbrzymem, w którego jądrze trwa synteza helu w węgiel i tlen.
W odległości 26,1 sekundy kątowej (pomiar z 2000 r.) od Gamma Microscopii znajduje się jej optyczny towarzysz, składnik B o obserwowanej wielkości gwiazdowej 13,7m. Jej ruch własny sugeruje, że nie są one związane grawitacyjnie, gdyby jednak były, Gamma Microscopii B musiałaby być czerwonym karłem odległym o co najmniej 1800 au od olbrzyma i okrążać go w czasie co najmniej 43 tysięcy lat.